# Terentianus
Terentius, ou Terentianus Maurus est un grammairien latin du IIe siècle. Originaire de Maurétanie, il a composé un traité Sur les lettres, les syllabes et les mètres (De litteris, syllabis, metris en latin), dont nous ne possédons plus que la partie sur la métrique, reconnu comme spécialiste où il expose les différents mètres existants. L'expression latine latin : Pro captu lectoris habent sua fata libelli (littéralement, « Selon les capacités du lecteur, les livres ont leur destin »), est le verset 1286 de De litteris, De syllabis, De Metris de Terentianus Maurus. Libelli est le pluriel du mot latin libellus, un diminutif de liber, (livre), suggérant la qualification «  petits livres » . En fait, « libellus » était utilisé pour désigner les tracts, les brochures[réf. nécessaire].
D'autres auteurs de métrique sont connus à cette époque : Juba II (vers l'an 5) à la mort de sa femme Cléopâtre Séléné II pendant la construction du tombeau royal de Tipaza nommé le tombeau de la chrétienne, et Marius Victorinus, grammairien (vers 350).
Terentianus a été identifié par les autorités d'Assouan mentionné dans les œuvres de Martial, un poète réalisant des Épigrammes de la Rome de la fin du Ier siècle, (I86), traduits et vérifiés dans Recherches sur Dion de Purse et le Traité du Sublime, Leon Hermann L'Antiquité Classique An1964 33-1 p. 73-85), ce qui rendrait sa date environ un siècle plus tôt, avec comme dénomination Postumius Terentianus.
Encore une fois, les historiens qui ont placé Petronius à la fin du IIIe siècle, ont pu situer Terentianus à la même période, grâce aux fréquentes références que Petronius lui fait.
Dans quatre livres (écrit dans l'ensemble en hexamètres), dont les auteurs ultérieurs ont fait un usage considérable sur des sujets similaires, la partie la plus importante est celle qui traite des mètres, basée sur le travail de César Bassus, l'ami de Perse.[2]
Le texte de cette œuvre est apparu pour la première fois en 1497. La réimpression réalisée par l'imprimeur parisien Simon de Colines en 1531 a été composée dans une police Antiqua appelée Terentianus, souvent attribuée à tort à Claude Garamont.
Une édition des œuvres survivantes de Terentianus Maurus a été éditée en 1836 par le grand philologue allemand Karl Lachmann, pionnier de la critique moderne du texte qui lui a pris son nom (méthode Lachmann).